# Distrito de Szombathely
El distrito de Szombathely (húngaro: Szombathelyi járás) es un distrito húngaro perteneciente al condado de Vas.
En 2013 tiene 110 504 habitantes. Su capital es Szombathely, que también es la capital del condado.

## Municipios
El distrito tiene 2 ciudades (en negrita), una de ellas con estatus de ciudad de derecho condal (la capital Szombathely), y 38 pueblos (población a 1 de enero de 2013):
Ciudades
- Szombathely – la capital
- Vép

Pueblos
- Acsád
- Balogunyom
- Bozzai
- Bucsu
- Csempeszkopács
- Dozmat
- Felsőcsatár
- Gencsapáti
- Gyanógeregye
- Horvátlövő
- Ják
- Kisunyom
- Meszlen
- Nárai
- Narda
- Nemesbőd
- Nemeskolta
- Perenye
- Pornóapáti
- Rábatöttös
- Rum
- Salköveskút
- Sé
- Sorkifalud
- Sorkikápolna
- Sorokpolány
- Söpte
- Szentpéterfa
- Tanakajd
- Táplánszentkereszt
- Torony
- Vasasszonyfa
- Vaskeresztes
- Vassurány
- Vasszécseny
- Vasszilvágy
- Vát
- Zsennye